# Euproctis chibiana
Euproctis chibiana är en fjärilsart som beskrevs av Matsumura 1927. Euproctis chibiana ingår i släktet Euproctis och familjen tofsspinnare. Inga underarter finns listade i Catalogue of Life.